# Josep Seguer
Josep Seguer Sans (n. 6 mai 1923 - d. 1 ianuarie 2014) a fost un jucător de fotbal spaniol care a jucat pentru FC Barcelona.